# Icke-konsekventialism
Icke-konsekventialism är ett begrepp som innefattar deontologi och pliktetik och förespråkas av bland andra Immanuel Kant, Robert Nozick och Frances M. Kamm. De menar att moralen begränsar eller sätter restriktioner för vad vi får och inte får göra.
En handlings riktighet definieras av handlingens riktighet i samspel med plikter och sidorestriktioner som icke-döda, icke-stjäla, icke-ljuga och så vidare. (En formel för denna idé kan skrivas: {\displaystyle (HR)=f(H)} handlingsriktighet som en funktion av handlingen i sig.)
Vidare finns det vissa handlingar som är goda men som går över plikten. Agenten är därmed fri att utföra en handling om hon vill men är inte moraliskt förpliktigad därtill.
Inom icke-konsekventialismen menar man vissa värden måste respekteras till skillnad från konsekventialismen där vissa värden måste maximeras för att anses som moraliskt riktiga.
Robert Nozick talar om negativa rättigheter vilket innebär till skillnad från positiva rättigheter att vi har till exempel rätt att inte bli dödade, rätt att inte bli bestulna, rätt att inte bli hindrade i vårt lycksökande. Vi är därmed inte moraliskt förpliktigade att, vilket vi vore om de var positiva rättigheter, upprätthålla någons liv, hindra någon från stöld av egendom och så vidare. Det anses endast beklagligt eller snålt om vi väljer att inte agera när vi till exempel ser någon bli mördad eller bestulen på egendom. Han menar att, så länge vi inte kränker en agents negativa rättigheter, får vi agera som vi själva vill. Det är även här idén om den minimala staten eller nattväktarstaten som den även kallas kommer in. Enligt Nozick är detta den enda stat som moraliskt kan rättfärdigas, allt ytterligare inflytande över människans utformande av sitt liv anses som kränkande och därmed moraliskt förkastligt.